# Adoumarna
Adoumarna est une localité du Cameroun située dans l'arrondissement de Dargala, le département du Diamaré et la région de l'Extrême-Nord. Elle fait partie du canton de Wouro Zangui.

## Population
Lors du recensement de 2005, on y a dénombré 121 personnes, dont 70 hommes et 51 femmes.

## Climat
Le climat de la région est désertique, selon la classification de Köppen. Il se caractérise par une extrême sécheresse qui contraint le développement de la vie animale et végétale et représente un réel obstacle à la sécurité alimentaire de la population locale, dont les ressources sont limitées.